# Karmosmajomformák

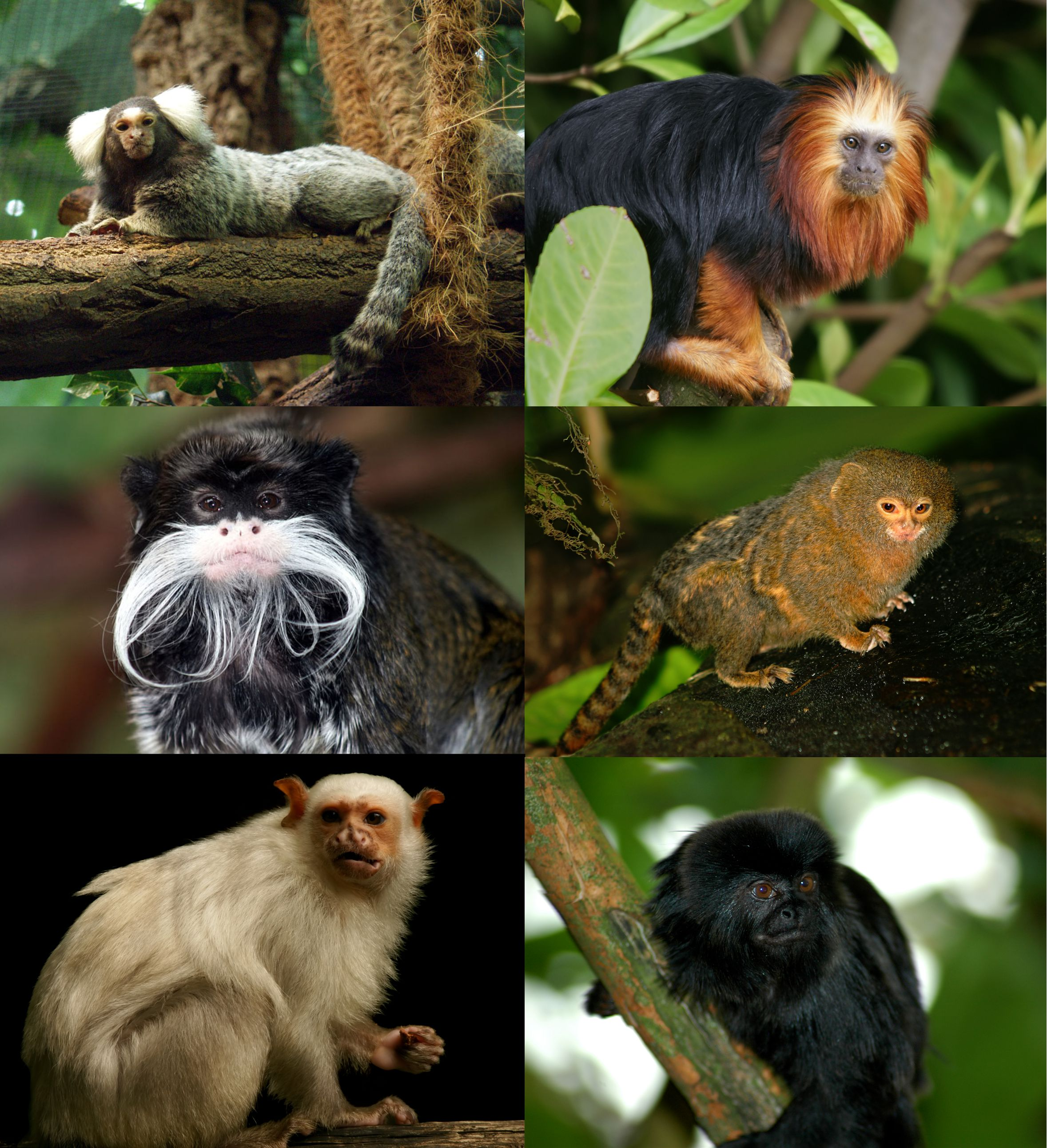
A selyemmajmok nemeinek válogatott képviselői

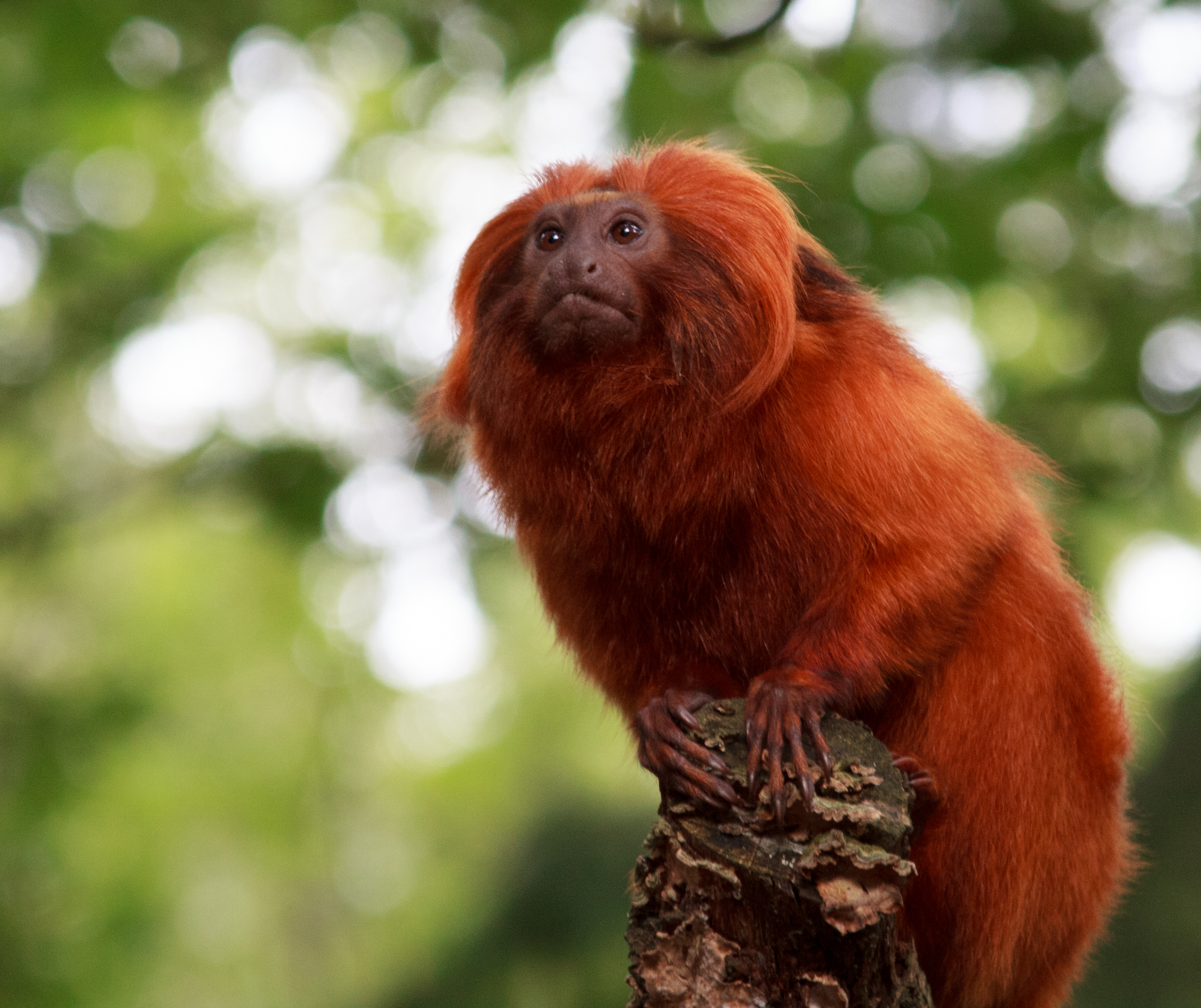
Arany oroszlánmajmocska (Leontopithecus rosalia)

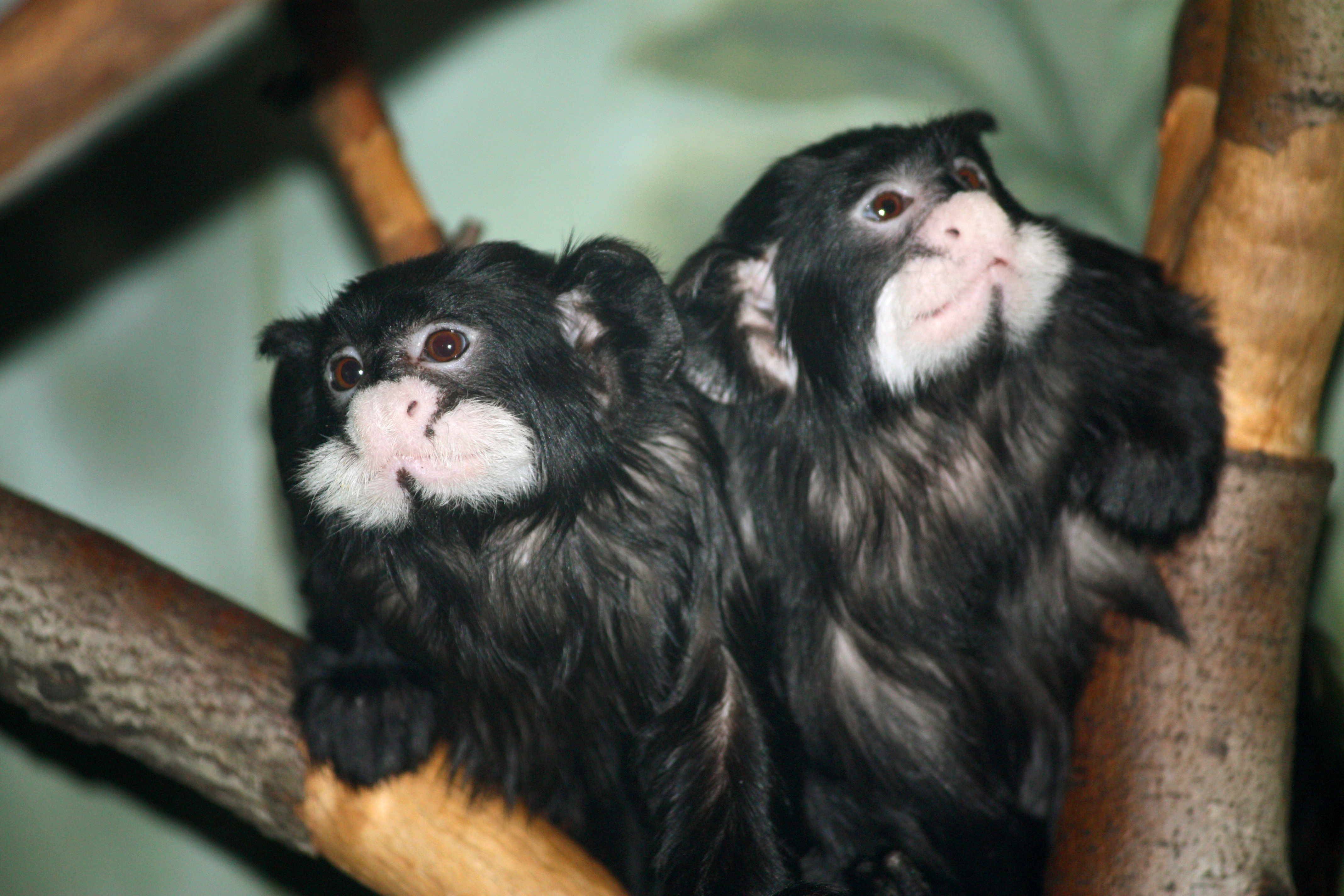
Bajszos tamarin (Saguinus mystax)

A karmosmajomformák vagy röviden karmosmajmok (Callitrichinae) az emlősök (Mammalia) osztályának főemlősök (Primates) rendjébe, ezen belül a csuklyásmajomfélék (Cebidae) családjába tartozó alcsalád.

## Rendszertani besorolásuk
A régebbi rendszerbesorolások még önálló családként sorolták be Callitrichidae néven.
Korábban, a tudósok, a karmosmajmokat az újvilági majmok azon ősi ágának tekintették, amelyből később az összes többi amerikai majomcsalád fejlődött ki (Hershkovitz, 1977). Dr Susan Ford eléggé meggyőző érveléseket hozott ahhoz, hogy ennek az alcsaládnak a fajai nem egyebek, mint a csuklyásmajomfélék törpe képviselői. Az őskarmosmajomformák rendes méretűek (mint a többi csuklyásmajom) voltak, de az idők elteltével, valamilyen - eddig ismeretlen - okból, az állatok eltörpültek. Ezt az érvelést alátámasztja az Amazonas-medencében levő szigetek jelenléte is, hiszen több szigetnek is megvan a saját és egyedi karmosmajom állománya. Úgyhogy itt szigeti törpizmusról beszélhetünk, mivel a szigeteken az emlősfajok lekicsinyülnek a hely- és táplálékhiány miatt.

## Életmódjuk
Az összes karmosmajom-faj fánlakó életmódot folytat. Táplálékaik között szerepelnek rovarok, gyümölcsök és a fák nedvei is, például a gyanta és a gumi. Időnként kisebb gerincesekre is vadásznak. Több faj is állandóan fenn tartja a fák „sebeit”, ahhoz, hogy a fák állandóan levezzenek; sőt néhány faj, mint amilyenek a fehérpamacsos selyemmajom (Callithrix jacchus) és a törpe selyemmajom (Cebuella pygmaea), szinte kizárólag az e féle táplálkozási módszert részesítik előnyben.
A karmosmajomformák körülbelül 5-6 fős csoportokban élnek. Az állatok területvédők. Az újvilági majmok közül, ezek a legkisebb testűek.

## Szaporodásuk
A többi csuklyásmajomhoz hasonlóan, e majmok csoportjaiban is több hím és nőstény található, de eltérően a többiektől, a karmosmajmoknál csak egy nőstény szaporodik. Ez a szaporodó nőstény, több hímmel is párosodhat. A kölyköket, a csoport összes tagja gondozza.
Azon kevés majmok közé tartoznak, amelyek rendszeresen ikreket ellenek. A tanulmányozott fajoknál, a nőstények 80 százalékban ikreket ellenek. A hímek igen nagy szerepet játszanak a kismajmok gondviselésében; néhány fajnál az apák jobb szülők, mint az anyák. A csoportok többi tagjai, általában a korábbi évekből származó kölykök, amelyek a „szülői háznál” maradtak, ahhoz, hogy tapasztalatot szerezzenek a kölykök felnevelésében.

## Rendszerezés
Az alcsaládba 7 nem és 45 faj tartozik:
- Callimico (Thomas, 1904) – 1 faj
  - ugrótamarin vagy Goeldi-tamarin (Callimico goeldii)

- Callithrix (Erxleben, 1777) – 6 faj
  - aranyfülű selyemmajom (Callithrix aurita)
  - sárgafejű selyemmajom (Callithrix flaviceps)
  - fehérfejű selyemmajom (Callithrix geoffroyi)
  - fehérpamacsos selyemmajom (Callithrix jacchus) típusfaj
  - Wied-selyemmajom (Callithrix kuhlii)
  - feketepamacsos selyemmajom (Callithrix penicillata)

- Mico – 15 faj
  - ezüst selyemmajom (Mico argentata)
  - sárgafarkú selyemmajom (Mico humelifer)
  - Emilia-selyemmajom (Mico emiliae)
  - Santerémi selyemmajom (Mico humeralifer)
  - Herschkovitz-selyemmajom (Mico intermedius)
  - fehér selyemmajom (Mico leucippe)
  - Marca-selyemmajom (Mico marcai)
  - Mauesi selyemmajom (Mico mauesi)
  - feketefarkú selyemmajom (Mico melanurus)
  - feketefejű selyemmajom (Mico nigriceps)
  - Acarí-selyemmajom (Mico acariensis)
  - sárgás selyemmajom (Mico chrysoleucus)
  - Manicoré-selyemmajom (Mico manicorensis)
  - Sateré-selyemmajom (Mico saterei)
  - Mico rondoni

- Cebuella (Spix, 1823) – 1 faj
  - törpe selyemmajom (Cebuella pygmaea)

- Callibella (Van Roosmalen, 1998) – 1 faj
  - Roosmalen-selyemmajom vagy feketekoronás selyemmajom (Callibella humilis)

- Leontopithecus (Lesson, 1840) – 4 faj
  - feketearcú oroszlánmajmocska (Leontopithecus caissara)
  - aranyfejű oroszlánmajmocska (Leontopithecus chrysomelas)
  - fekete oroszlánmajmocska (Leontopithecus chrysopygus)
  - arany oroszlánmajmocska (Leontopithecus rosalia)

- Saguinus (Hoffmannsegg, 1807) – 13 faj
- Saguinus alnemetség
  - midas-csoport, 3 faj
    - aranykezű tamarin vagy vöröskezű tamarin (Saguinus midas)
    - feketekezű tamarin (Saguinus niger)
    - keleti feketekezű tamarin (Saguinus ursulus)

  - bicolor-csoport, 2 faj
    - csupaszpofájú tamarin (Saguinus bicolor)
    - Martins-tamarin (Saguinus martinsi)

  - oedipus-csoport, 3 faj
    - Geoffroy-tamarin vagy Geoffroy-csicsergőmajom (Saguinus geoffroyi)
    - gyapjasfejű tamarin más néven gyapjas tamarin vagy lisztmajmocska (Saguinus oedipus)
    - fehérlábú tamarin (Saguinus leucopus)

- Tamarinus alnemzetség
  - mystax-csoport, 4 faj
    - fehérajkú tamarin (Saguinus labiatus)
    - bajszos tamarin (Saguinus mystax)
    - vörössapkás tamarin (Saguinus pileatus)
    - császárbajszú tamarin (Saguinus imperator)

  - inustus-csoport, 1 faj
    - márványarcú tamarin (Saguinus inustus)

- Leontocebus (Wagner, 1840) – 10 faj
  - feketenyakú tamarin (Leontocebus nigricollis)
    - Graells-tamarin vagy Rio-Napa-tamarin (Leontocebus nigricollis graellsi) vagy (Leontocebus graellsi)

  - nyergeshátú tamarin (Leontocebus fuscicollis)
  - andoki tamarin (Leontocebus leucogenys) - a nyergeshátú tamarinról leválasztott faj
  - Lesson-tamarin (Leontocebus fuscus) - a nyergeshátú tamarinról leválasztott faj
  - Cruz Lima-tamarin (Leontocebus cruzlimai) - a nyergeshátú tamarinról leválasztott faj
  - Weddel-tamarin (Leontocebus weddelli) - a nyergeshátú tamarinról leválasztott faj
    - fehérmellényű tamarin (Leontocebus weddelli melanoleucos) vagy (Leontocebus melanoleucus)

  - Illiger-tamarin (Leontocebus illigeri) - a nyergeshátú tamarinról leválasztott faj
  - vörösmellű tamarin  (Leontocebus lagonotus) - a nyergeshátú tamarinról leválasztott faj
  - Geoffroy-nyergestamarin  (Leontocebus nigrifrons) - a nyergeshátú tamarinról leválasztott faj
  - feketefejű tamarin (Leontocebus tripartitus)

Korábban a Callibella, Cebuella és Mico nemeket a Callithrix nem alnemeinek tartották.

## Képek

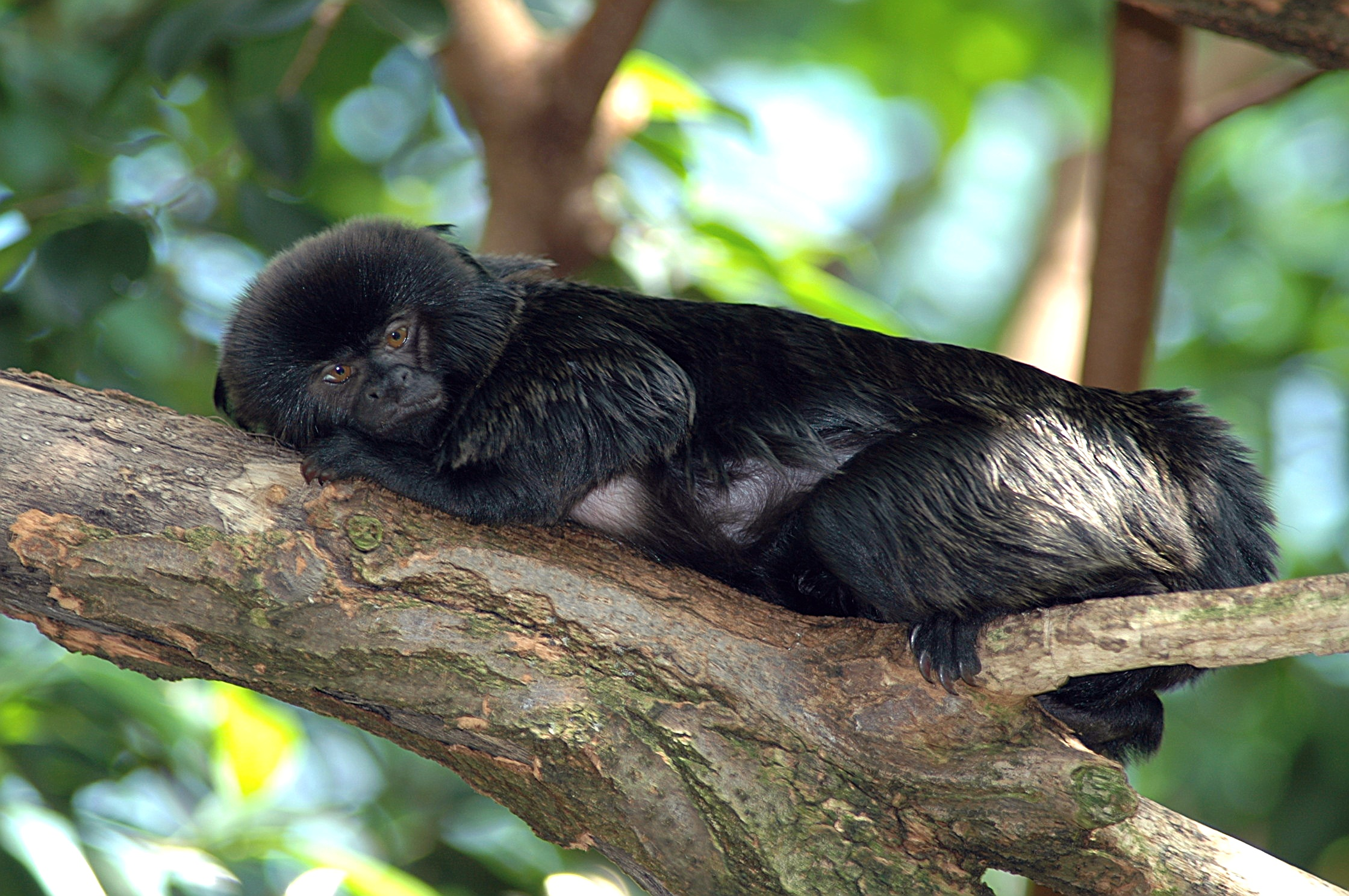
Ugrótamarin (Callimico goeldii)
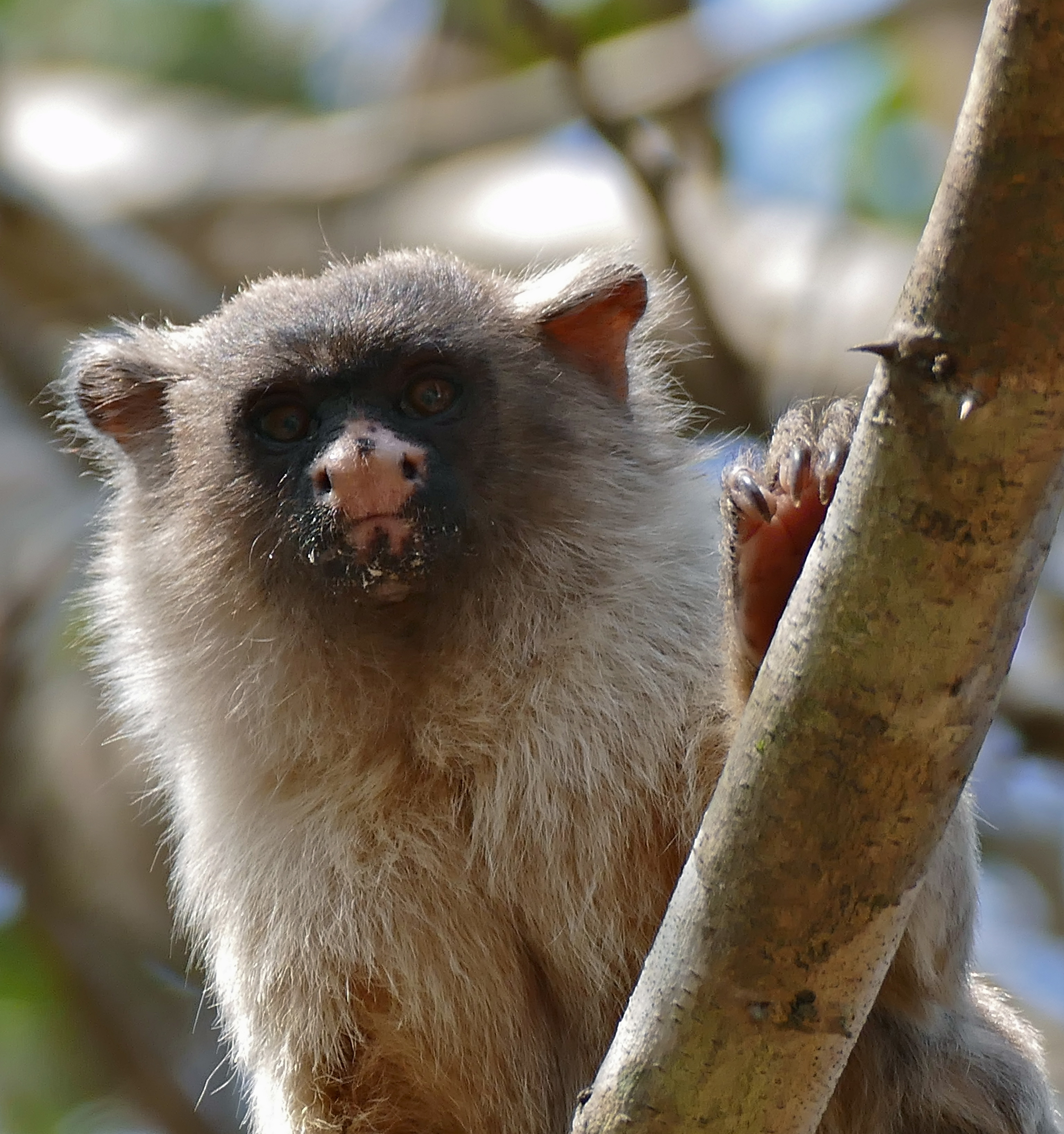
Feketefarkú selyemmajom (Mico melanurus)
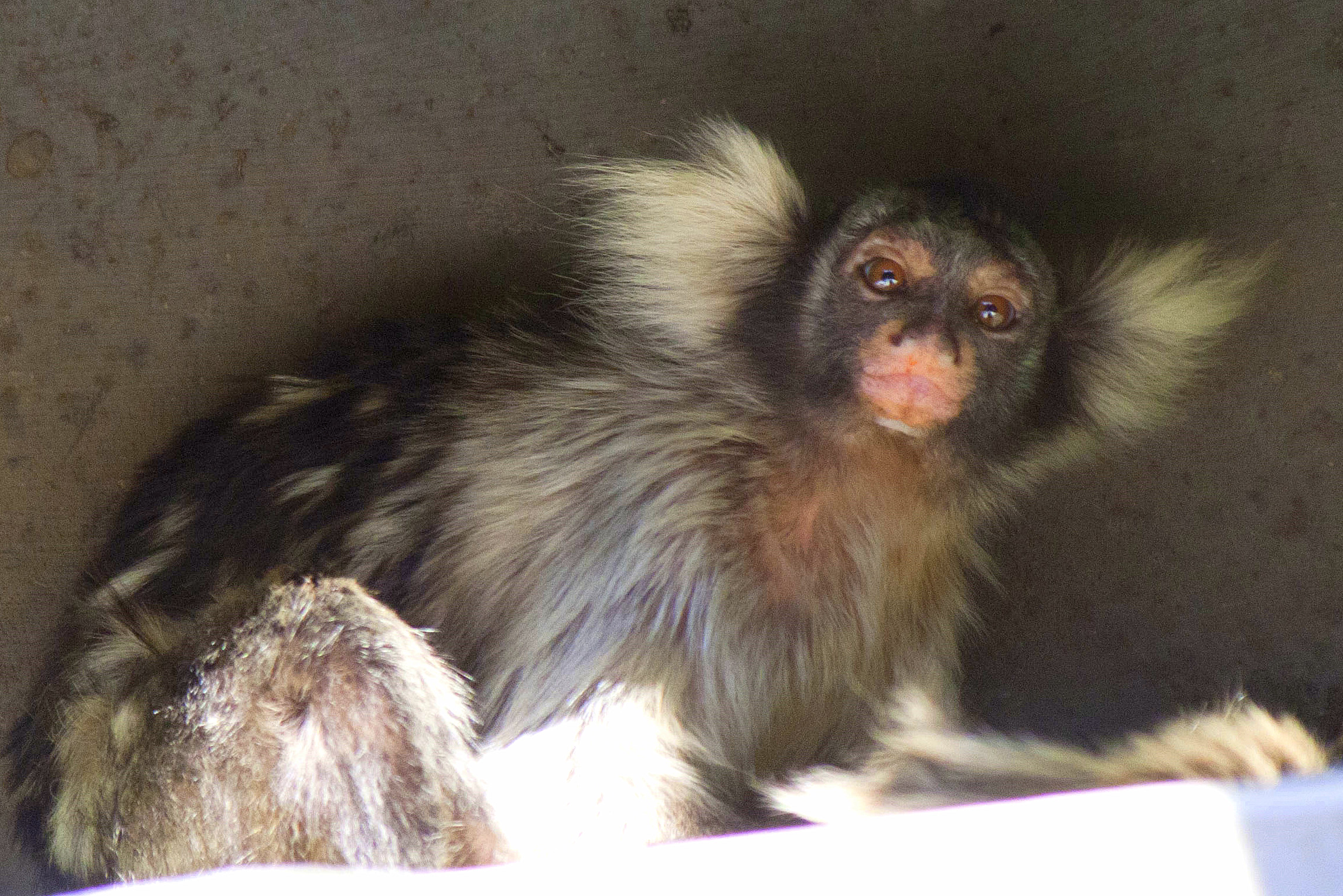
Sárgafarkú selyemmajom (Mico humelifer)
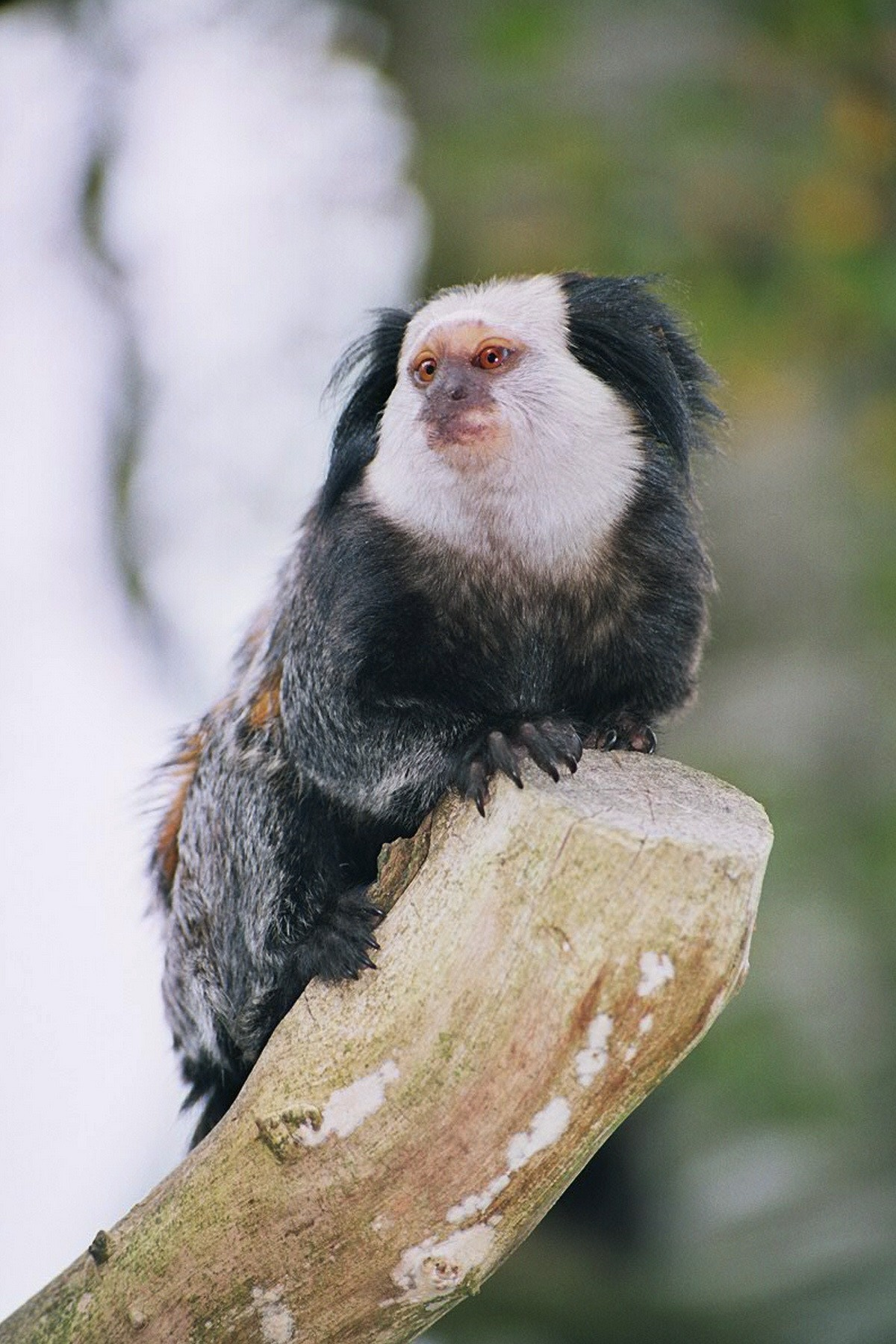
Fehérfejű selyemmajom (Callithrix geoffroyi)
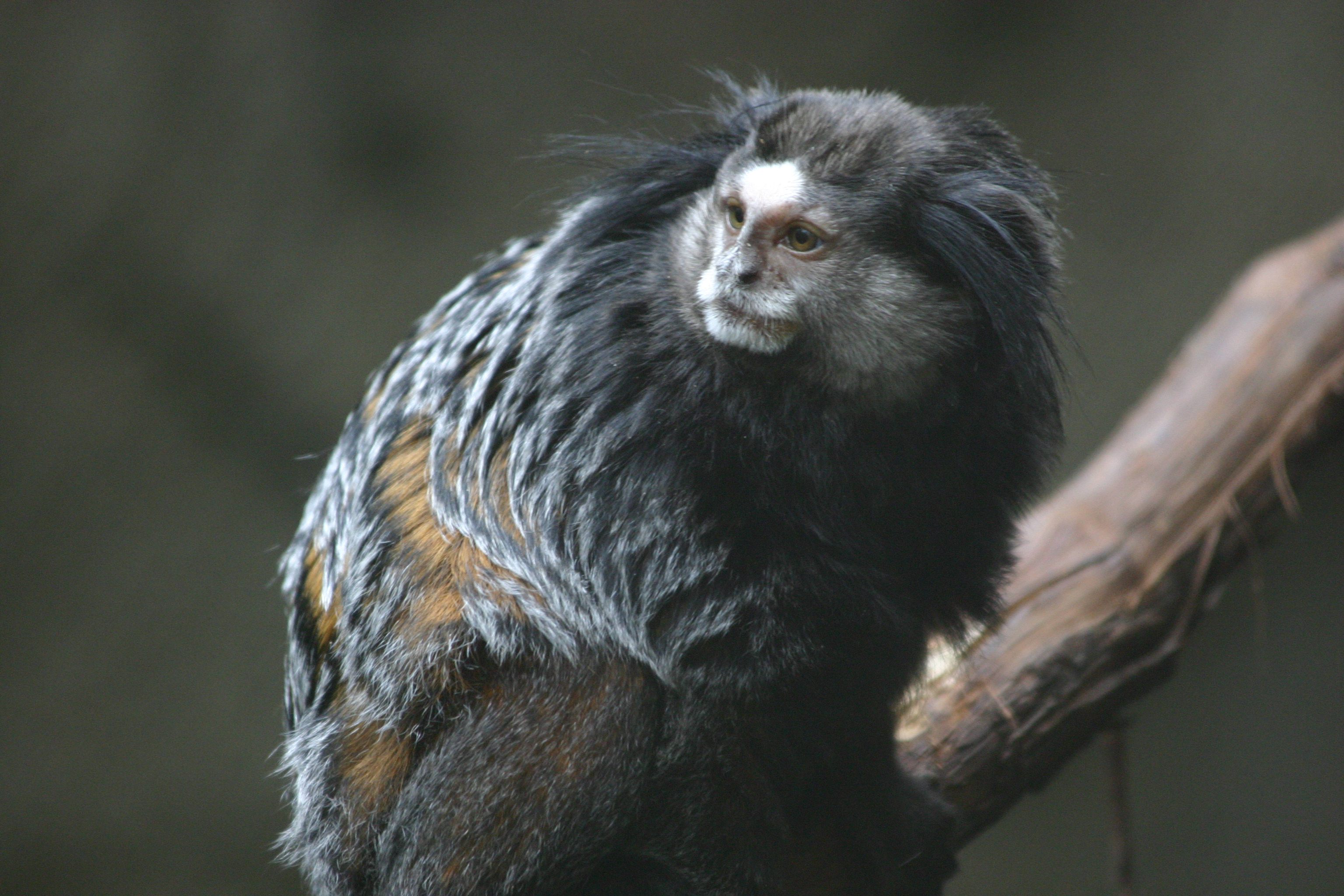
Wied-selyemmajom (Callithrix kuhlii)
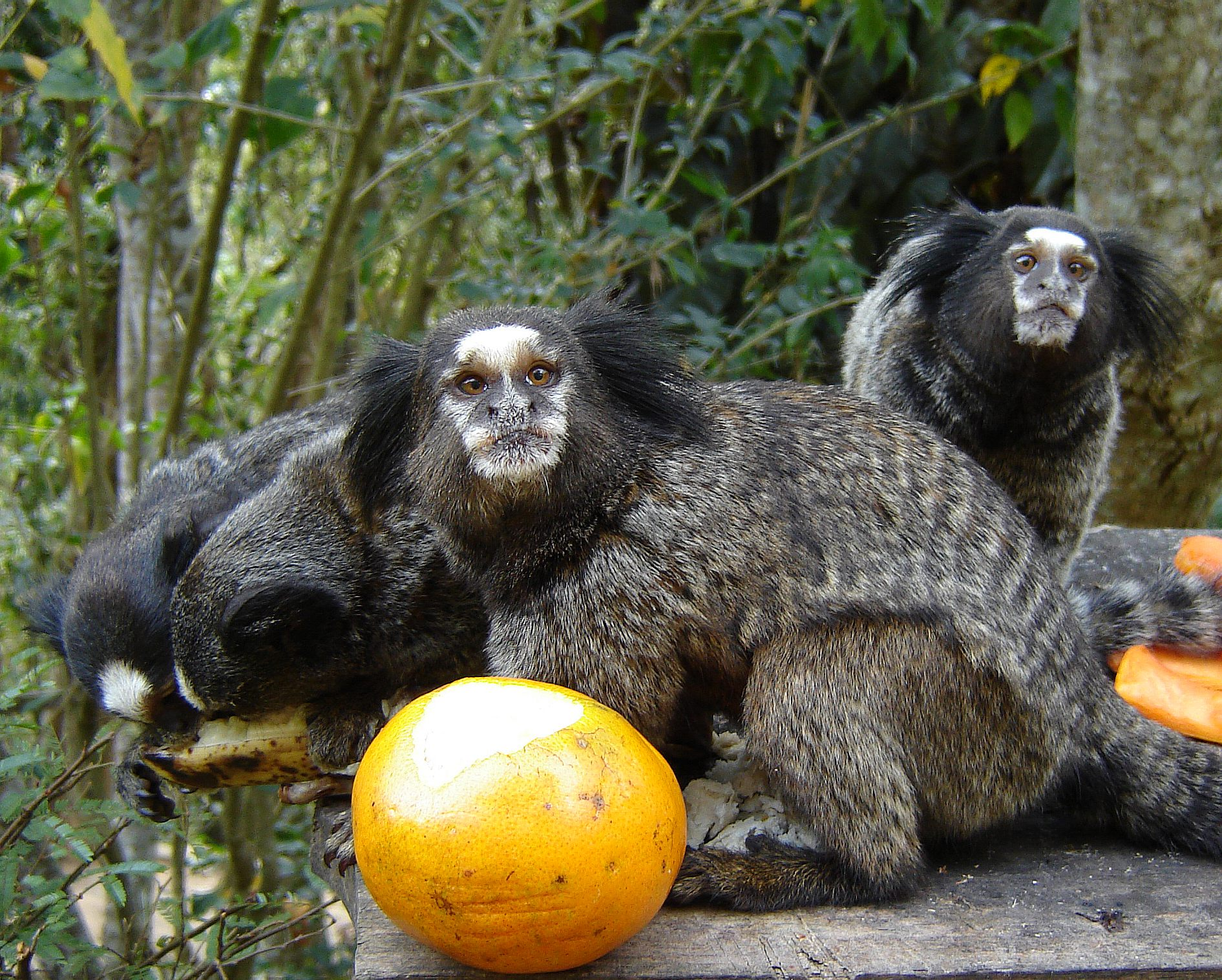
Feketepamacsos selyemmajom (Callithrix penicillata)
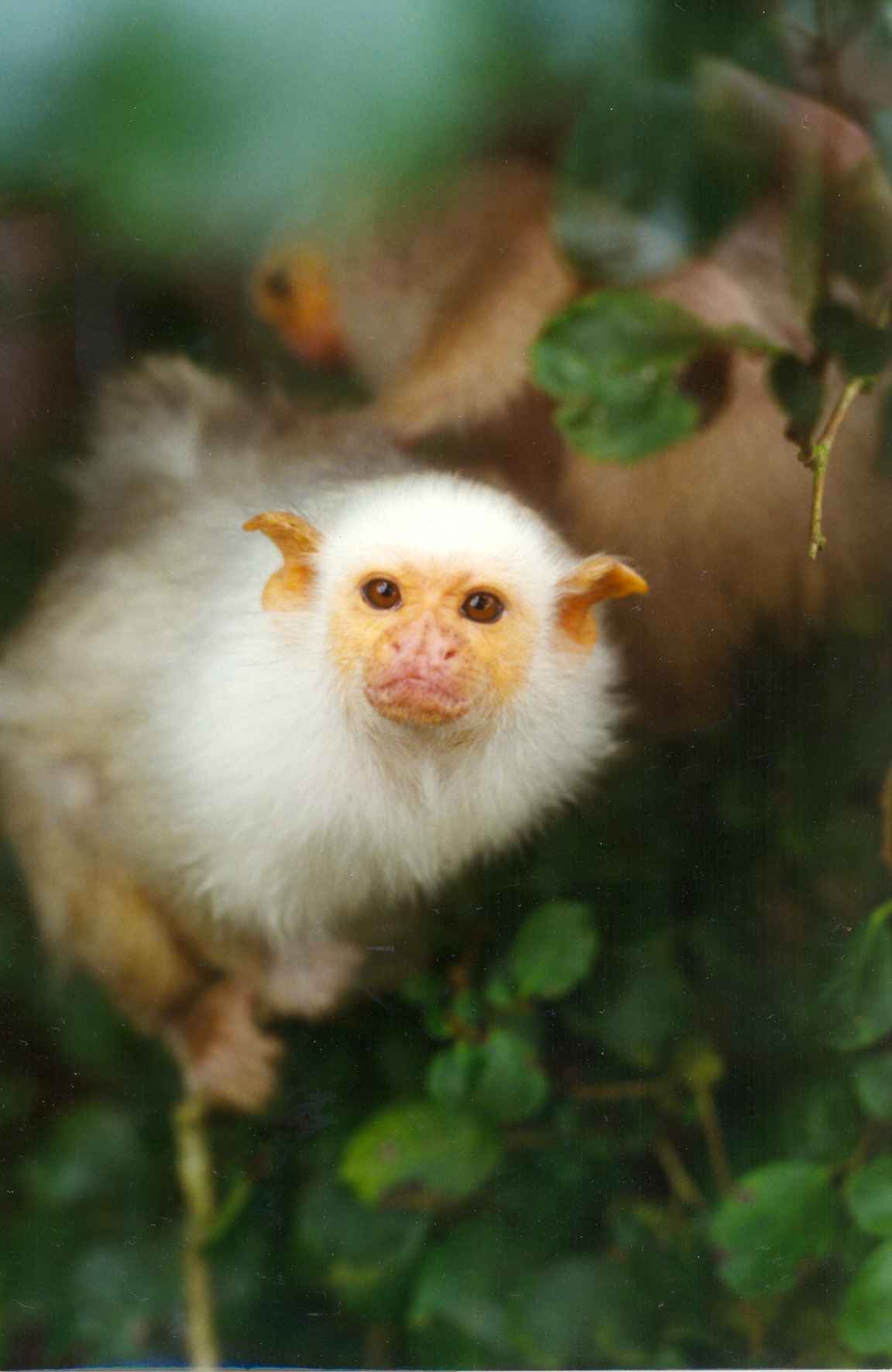
Ezüst selyemmajom (Mico argentata)
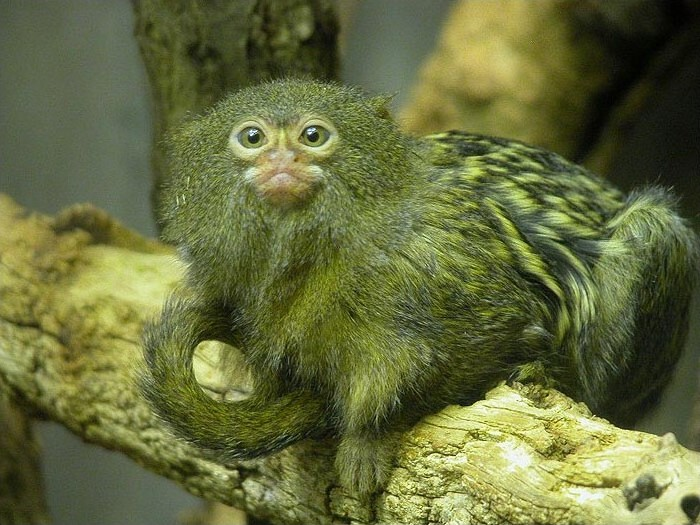
Törpe selyemmajom (Cebuella pygmaea)
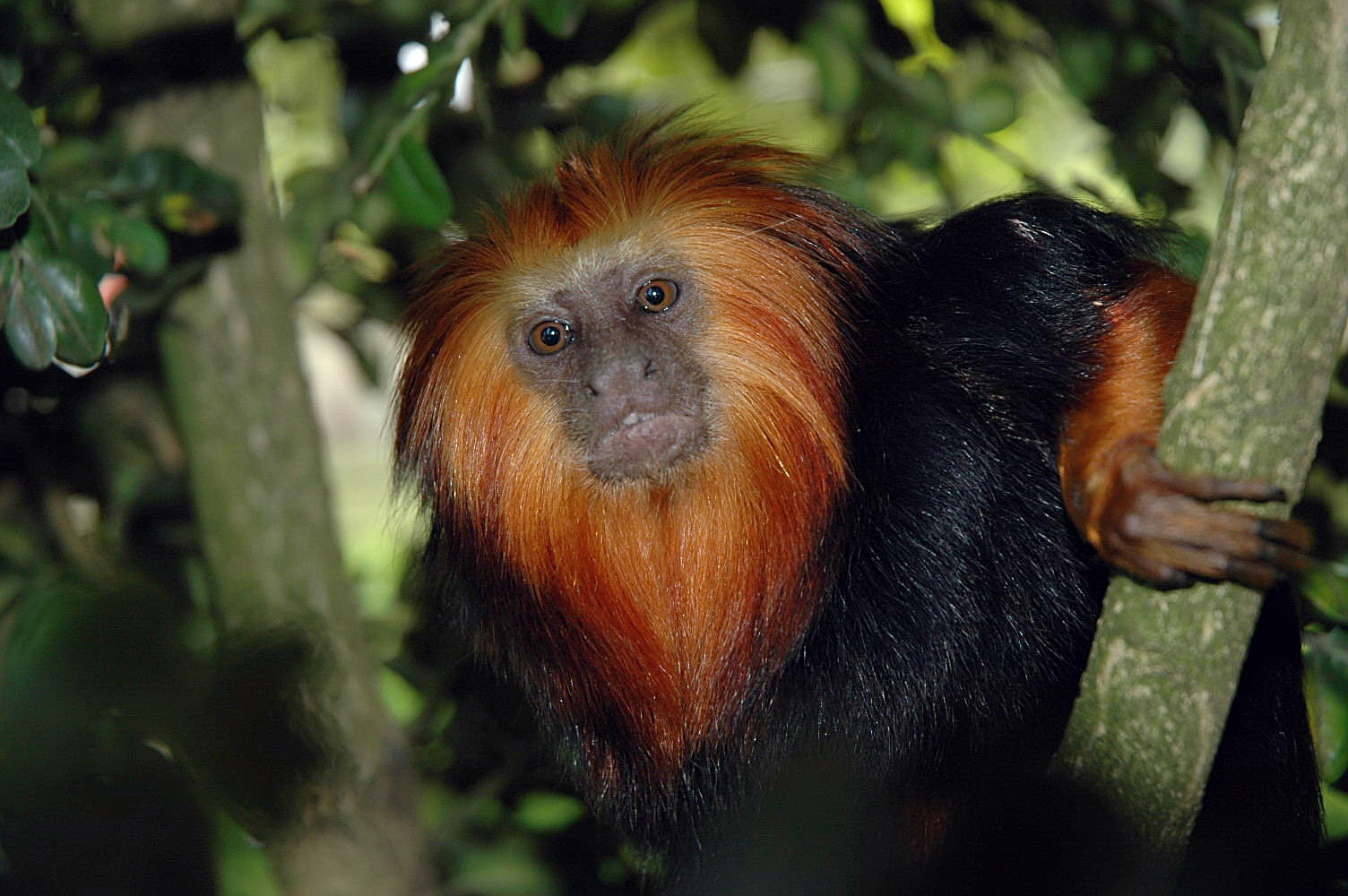
Aranyfejű oroszlánmajmocska (Leontopithecus chrysomelas)
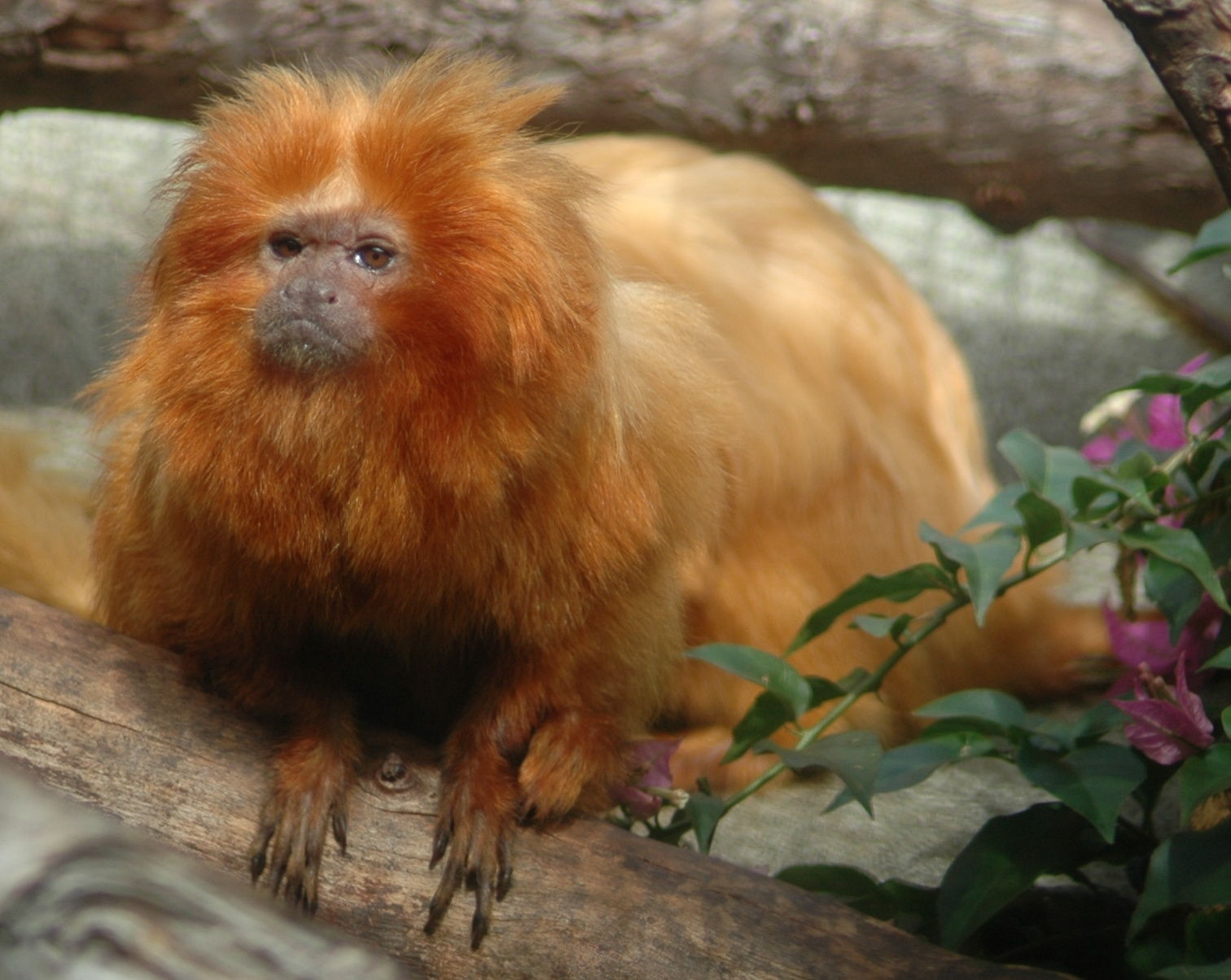
Arany oroszlánmajmocska (Leontopithecus rosalia)
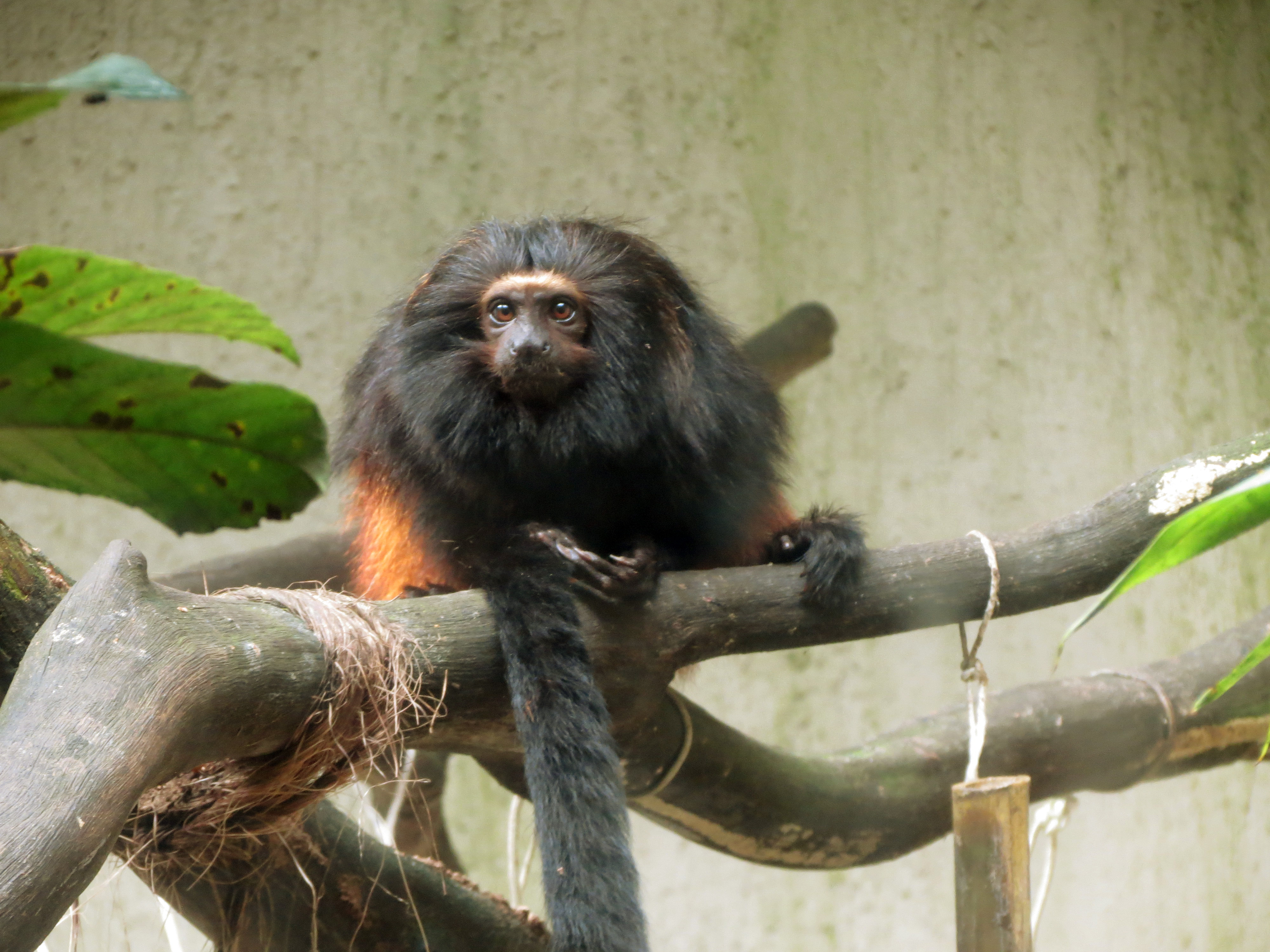
Fekete oroszlánmajmocska (Leontopithecus chrysopygus)
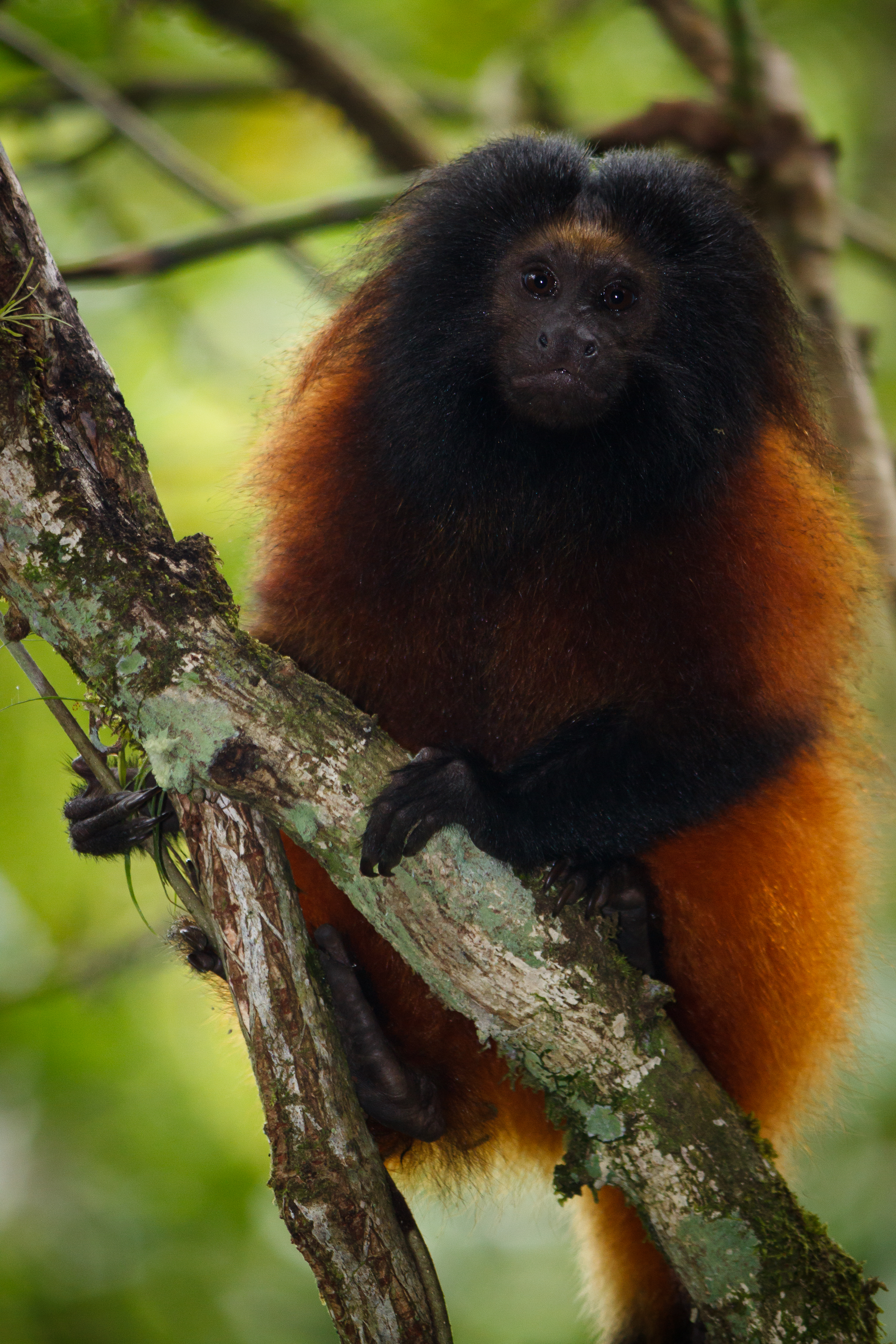
Feketearcú oroszlánmajmocska (Leontopithecus caissara)
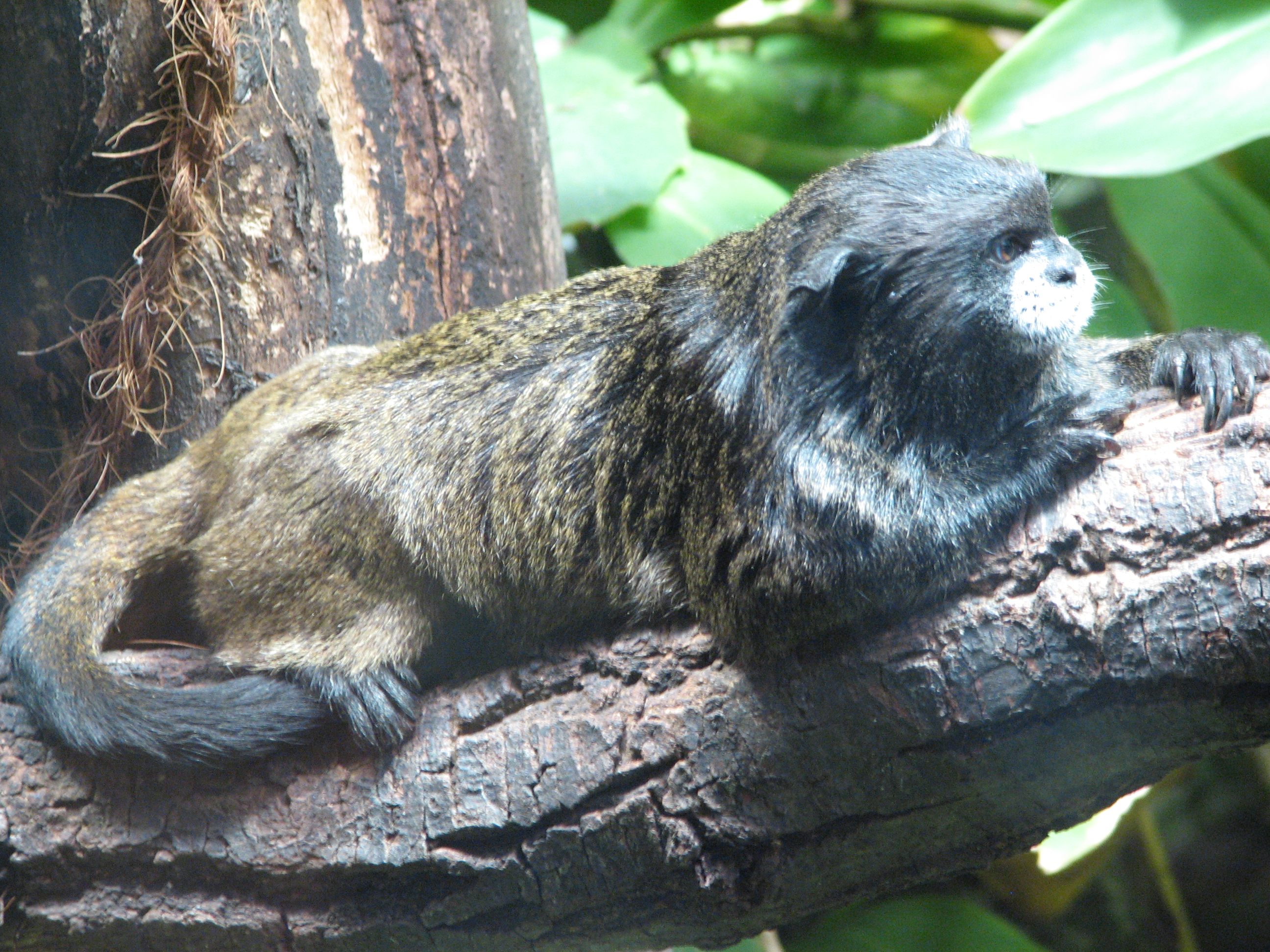
Feketenyakú tamarin (Saguinus nigricollis)
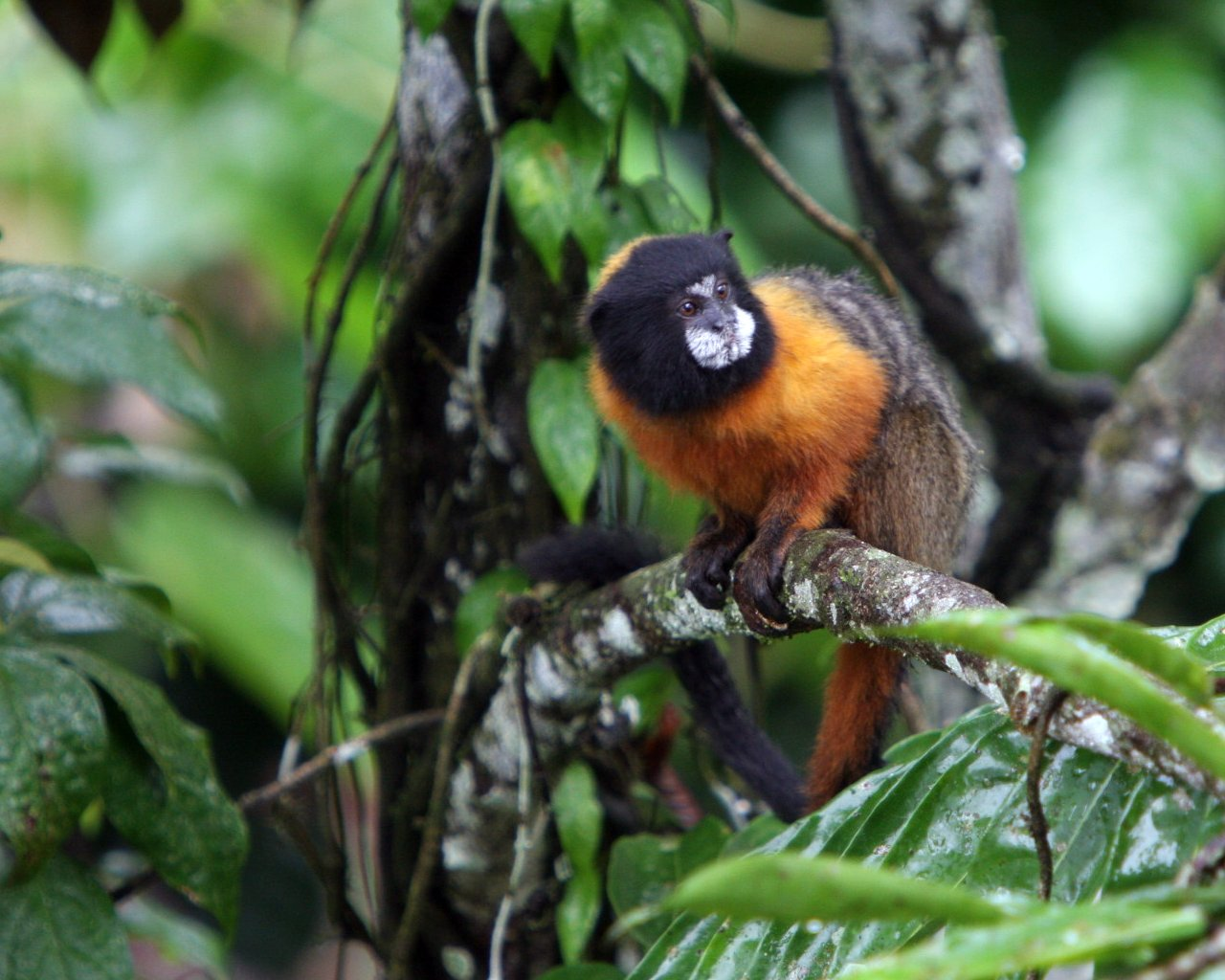
Feketefejű tamarin (Saguinus tripartitus)
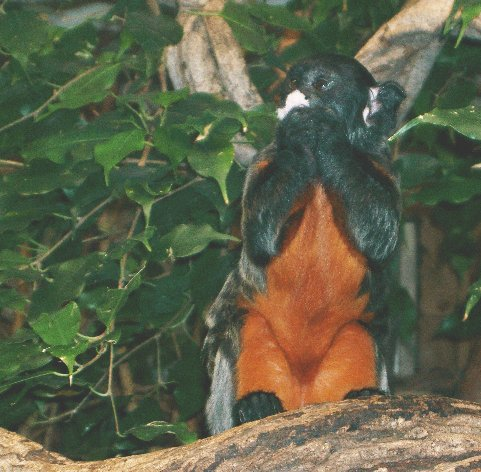
Fehérajkú tamarin (Saguinus labiatus)
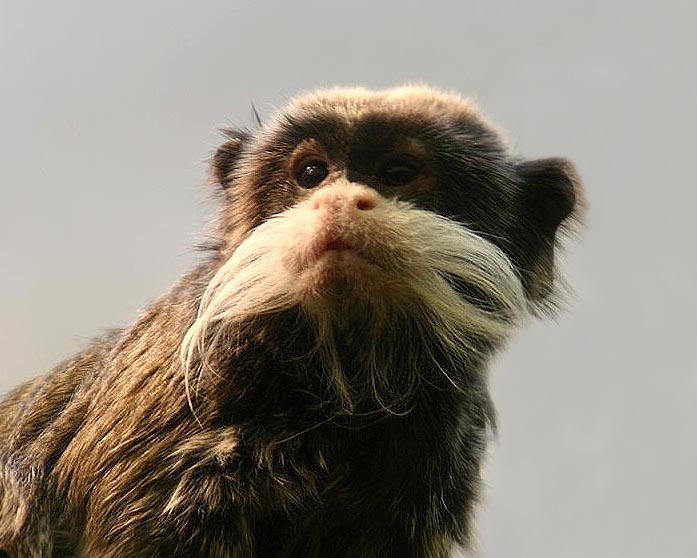
Császárbajszú tamarin (Saguinus imperator)
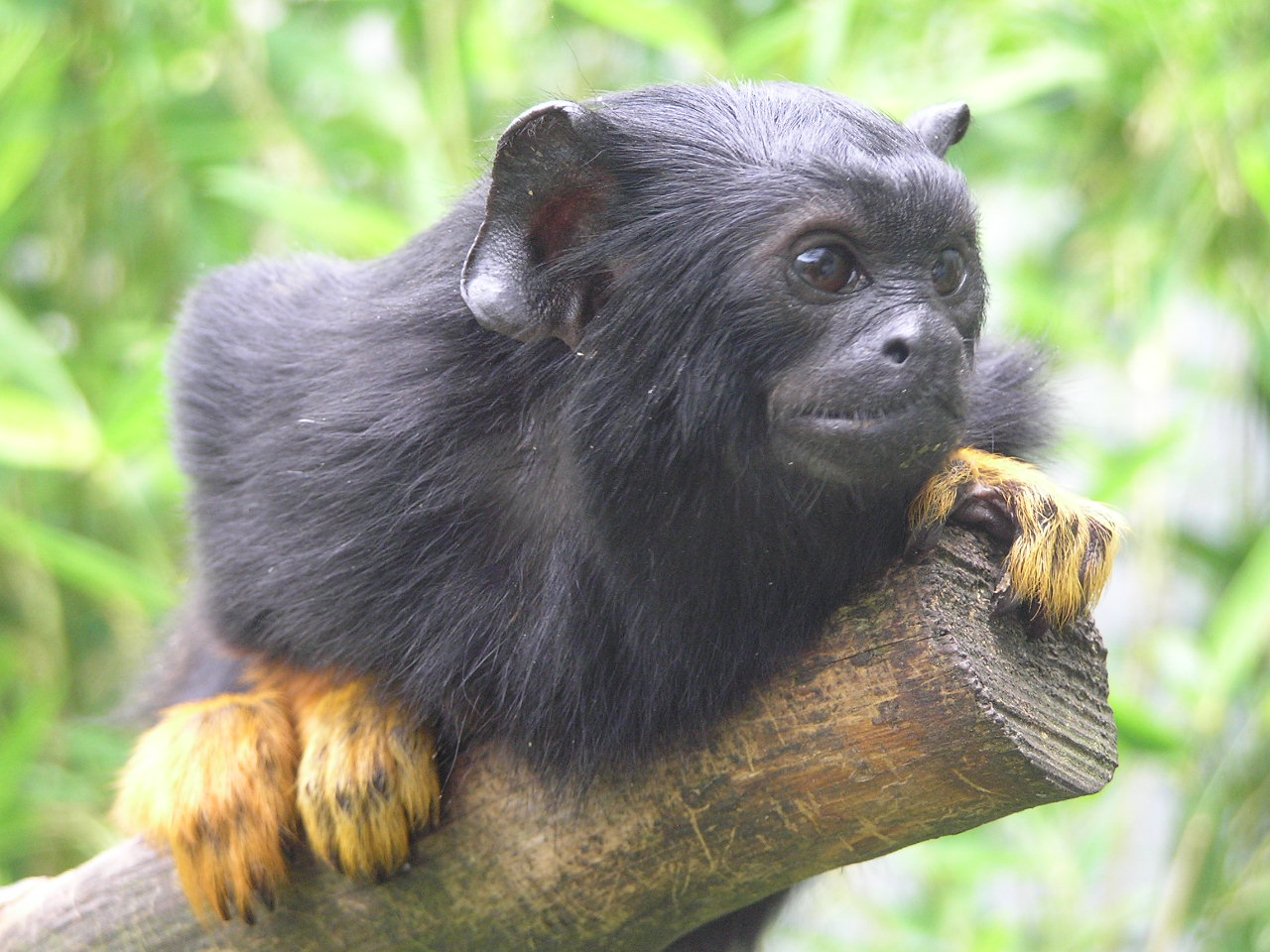
Aranykezű tamarin (Saguinus midas)
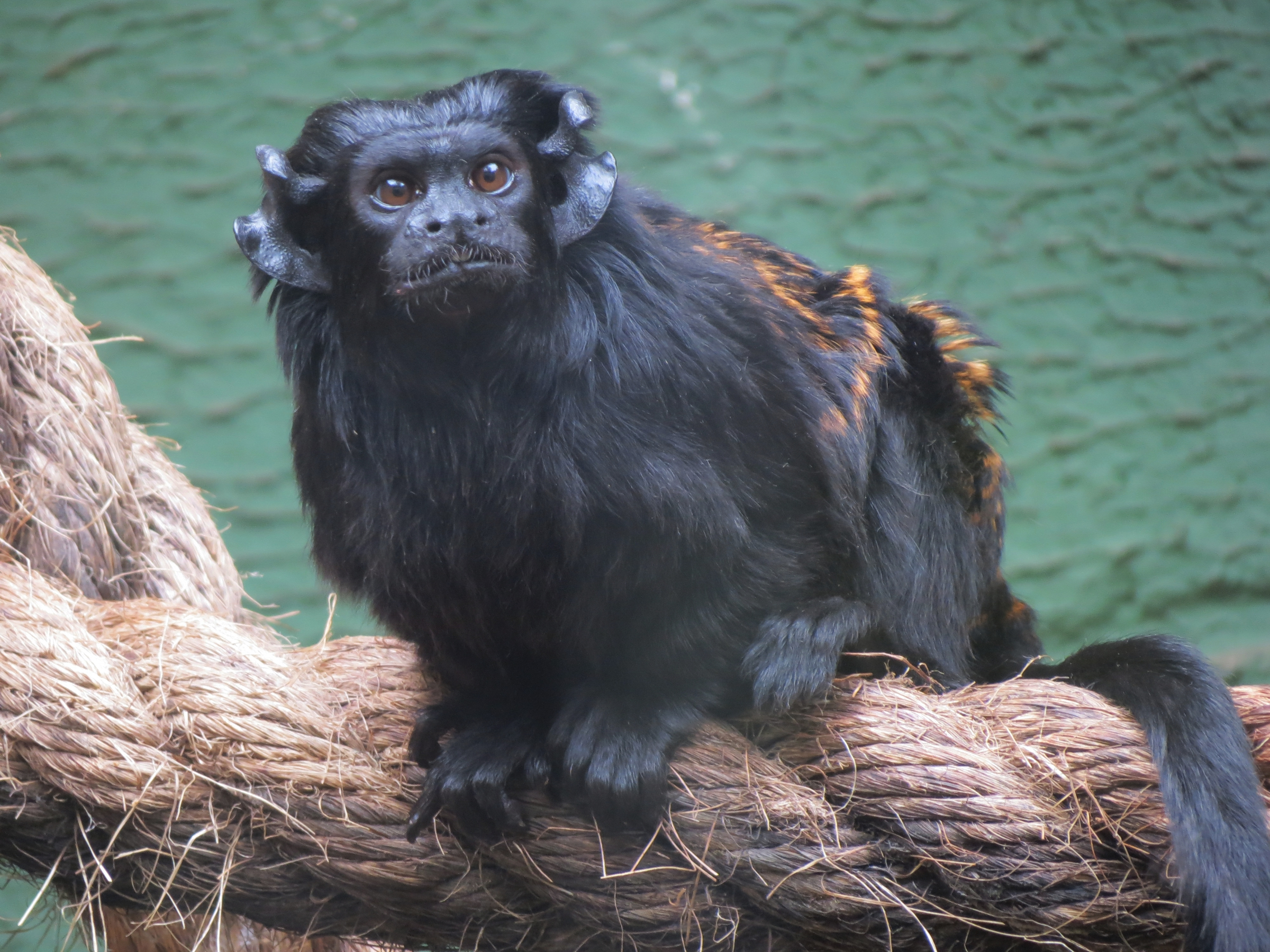
Feketekezű tamarin (Saguinus niger)
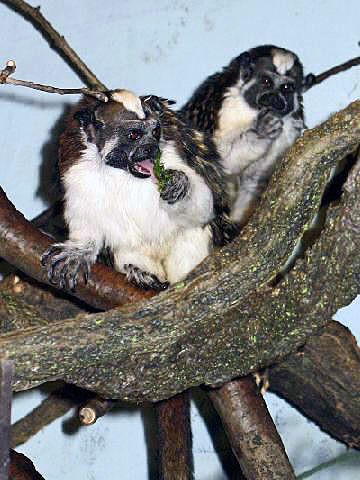
Geoffroy-tamarin (Saguinus geoffroyi)
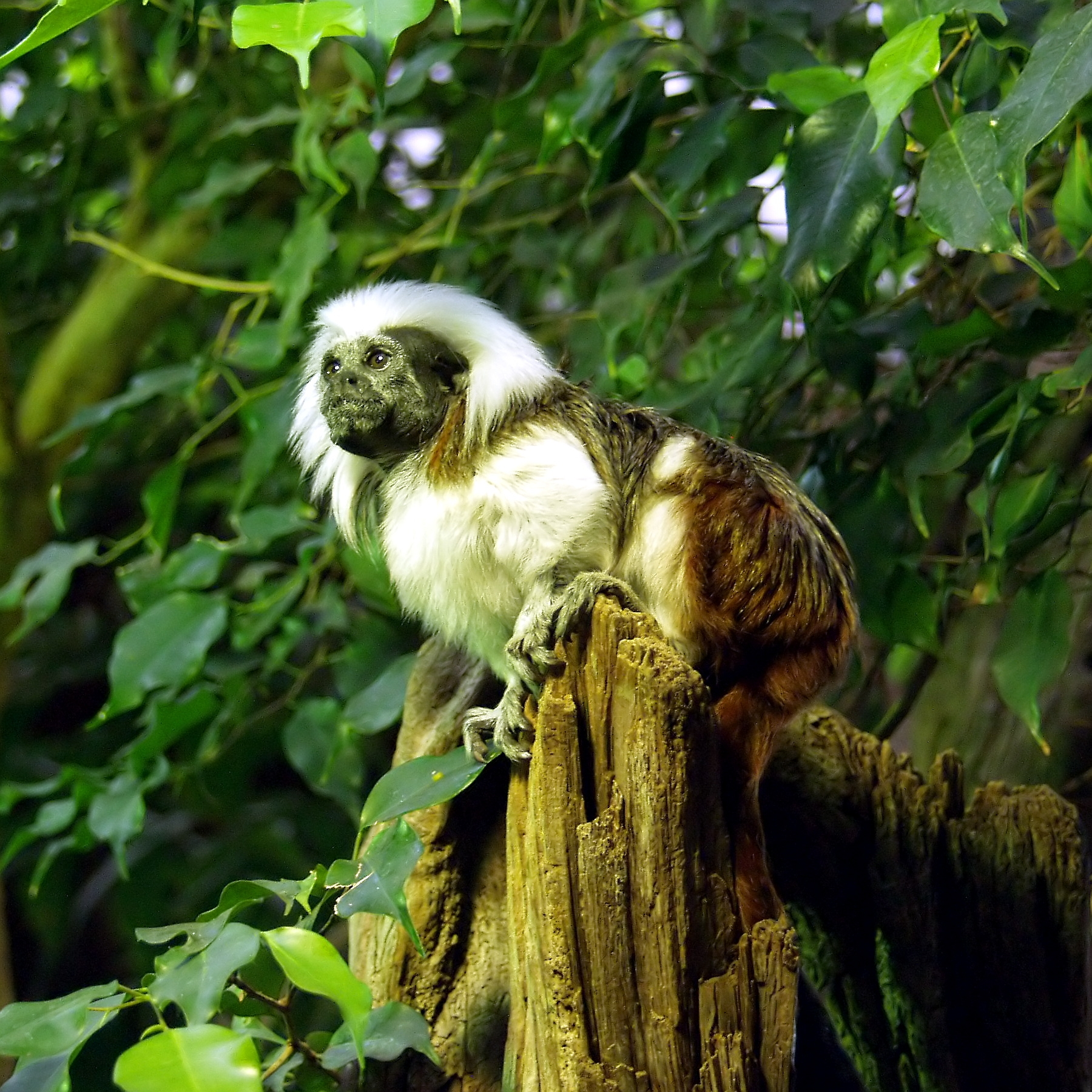
Liszt-majmocska (Saguinus oedipus)
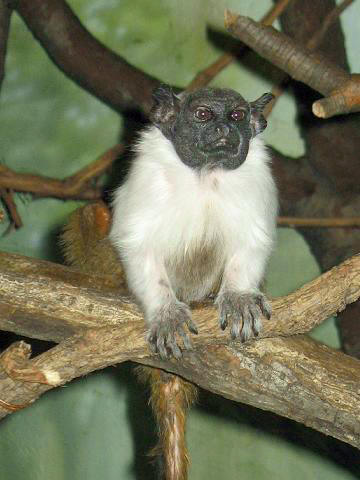
Csupaszpofájú tamarin (Saguinus bicolor)

### Fordítás
- Ez a szócikk részben vagy egészben  a   Callitrichidae című angol Wikipédia-szócikk fordításán alapul.  Az eredeti cikk szerkesztőit annak laptörténete sorolja fel. Ez a jelzés csupán a megfogalmazás eredetét és a szerzői jogokat jelzi, nem szolgál a cikkben szereplő információk forrásmegjelöléseként.